# The Beguiling of Merlin
The Beguiling of Merlin (Nederlands: De begoocheling van Merlijn) is een schilderij van de Engelse prerafaëlitische kunstschilder Edward Burne-Jones, geschilderd in de periode 1872-1877, maar is gedateerd op 1874, 186,2 x 110,5 centimeter groot. Het toont de druïde Merlijn die verleidt en betoverd wordt door Nimue, de vrouwe van het meer, die voorgesteld wordt als een femme fatale. Het werk bevindt zich in de collectie van de Lady Lever Art Gallery te Liverpool.

## Nimue en Merlijn
Burne-Jones was een bewonderaar van de Arthurromans van Sir Thomas Malory. Ze vormden een constante bron van inspiratie voor de kunstenaar, en tal van zijn werken bevatten verwijzingen naar de diverse legendes uit Malory's Morthe d'Arthur. The Beguiling of Merlin gaat terug op de Merlijn-suite. De druïde Merlijn, beschermer van Arthur, wordt verliefd op Nimue, de 'vrouwe van het meer', die net als hij verblijft aan het koninklijk hof. Als ze het hof wil verlaten dringt Merlijn er bij Arthur op aan haar te vragen om te blijven. Nimue echter koestert geen enkele liefde voor Merlijn, maar is bang dat hij haar met zijn magie zal verleiden. Vervolgens vertelt ze Merlijn dat ze nooit verliefd op hem zal worden, tenzij hij zweert dat hij haar al zijn toverkunsten zal leren. Als ze samen gaan wandelen in het bos van Brocéliande raakt Merlijn bevangen door zijn eigen verlangens en stemt toe. Zodra hij haar echter toestaat te lezen in zijn 'boek van spreuken' gebruikt zij de toverkracht direct tegen hem en brengt hem in een trance van verliefdheid. In alle rust kan ze vervolgens verder lezen. Uiteindelijk verstrikt ze hem in een meidoornstruik en vervoert ze hem, nog steeds afkerig van zijn liefde, naar een torenachtige tombe, waar hij uiteindelijk zijn dood vindt, als de eeuwige gevangene der liefde.

## Afbeelding
Burne-Jones toont Merlin slap en machteloos, ineengezakt in de wirwar van de meidoornhaag. Met zijn lange bungelende benen maakt hij een hulpeloze indruk. Nimue, rustig lezend in het 'boek der spreuken', bevindt zich duidelijk in een machtspositie. Haar hoofd, met een slangenkroon die aan Medusa doet denken, werd gemodelleerd naar Burne-Jones' belangrijkste model (en tevens leerlinge) Maria Zambaco. Zambaco's man, de Amerikaanse journalist William J. Stillman, poseerde voor Merlijn. Burne-Jones had een jarenlange verhouding met Zambaco en was hevig verliefd op haar, waarbij hij altijd twijfelde of die liefde wederkerig was. In 1893 zou hij in een brief aan zijn vriendin Helen Gaskell schrijven dat zijn eigen  gevoelens voor Maria Zambaco een echo vonden in Merlijns verliefdheid op Nimue.
De weergave van Burne-Jones is typerend voor de etheticistische variant van het prerafaëlisme, ook wel de 'Aesthetic Movement' genoemd, waarbij hij sterk werd beïnvloed door het latere werk van Dante Gabriel Rossetti en door James McNeill Whistler. Kunst hoefde niet langer een boodschap te hebben: het uitbeelden van schoonheid was het belangrijkste, met melancholie als ondertoon, veelal uitgedrukt via rijk gedecoreerde en vooral mooie vrouwen, vaak in een rol van femme fatale. Deze beweging sloot aan bij de toenemende aandacht van de rijken in de Engelse samenleving voor de inrichting van hun huizen en hun behoefte aan dingen die gewoon als mooi werden ervaren.

## Historie
Burne-Jones kreeg in 1869 opdracht voor zijn Beguiling of Merlin van de rijke Engelse reder en kunstverzamelaar Frederick Leyland (1832-1892). Leyland verzamelde vooral Renaissance-kunst, maar was ook uitermate geïnteresseerd in estheticistische kunst. Zo had hij in zijn woonhuis te Londen een aparte ontvangstruimte, de 'Peacock-room', geheel laten behangen met werken van James McNeill Whistler, Henry Moore en later ook Burne-Jones. Met Burne-Jones deelde hij ook zijn adoratie voor Thomas Malory, hetgeen bepalend was voor de keuze van het onderwerp. Burne-Jones kende de legende overigens al langer, vanuit de gedichten van Alfred Tennyson.
Uiteindelijk zou Burne-Jones pas in 1872 beginnen aan het werk, maar aanvankelijk wilde het niet vlotten. In 1873 maakte hij een herstart om er vervolgens aan te werken tot eind 1874 (waarbij hij overigens meerdere andere werken onder handen had). Ook in 1875 en 1876 zou hij nog diverse aanpassingen doorvoeren, met name aan het gelaat van Merlijn. Hoewel nog onzeker over het resultaat, exposeerde hij het schilderij op de eerste expositie in de nieuw geopende Grosvenor Gallery te Londen, daartoe overgehaald door Rossetti. Het werk riep veel reacties op en hield de Londense kunstpers wekenlang in haar ban. Negatieve recensies (vanwege de aperte sensualiteit) stonden tegenover positieve, onder andere van Henry James. In 1878 werd The Beguiling of Merlin geëxposeerd op de Wereldtentoonstelling van 1878 te Parijs, waar het echter minder spraakmakend bleek dan verwacht. Al die tijd was het schilderij eigendom van Leyland, die het uiteindelijk toevoegde aan zijn 'Peacock'-collectie. Later zou het werk voor lange tijd in het bezit komen van de Britse politicus Lord Lever, na wiens dood het over ging naar de Lady Lever Art Gallery, onderdeel van de Liverpool Art Museums, waar meer prerafaëlitische werken te zien zijn.

## Studies

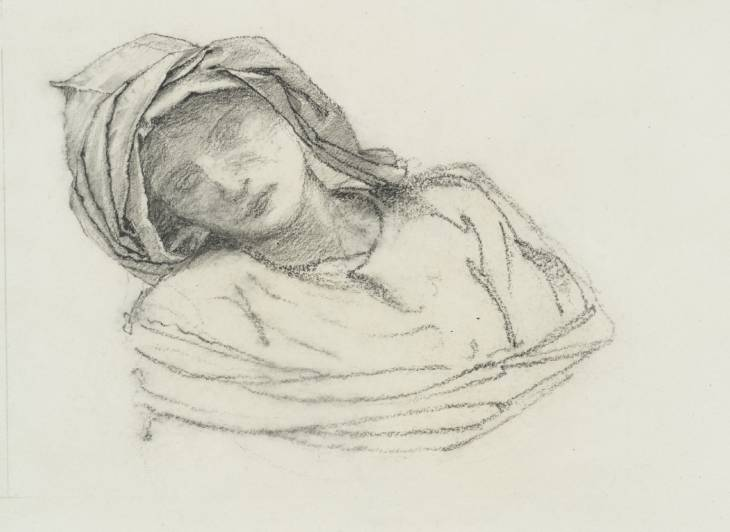
Studie van het hoofd van Merlijn
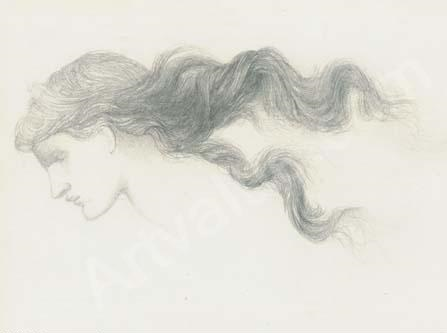
Studie van het hoofd van Nimue